# Gratosoglio
Il Gratosoglio (in milanese Grattasoeuj, AFI: [ˌɡrataˈsøːj]) è un quartiere  e un'antica parrocchia di Milano, posto nella periferia meridionale della città, appartenente al Municipio  5  e al NIL n. 41 "Gratosoglio - Q.re Missaglia - Q.re Terrazze".
In precedenza borgo rurale facente parte dei Corpi Santi di Milano, venne annesso al comune di Milano nel 1873.

## Storia
Originariamente villaggio a vocazione agricola lungo il fiume Lambro meridionale che dalla fine del XVIII secolo appartenne ai Corpi Santi di Milano.
Dal 1130 risulta documentato il Monastero di San Barnaba presso il Gratum Soli, poi affidato ai Vallombrosani con gli annessi mulini sul vicino Lambro Meridionale. Di questo complesso abbaziale rimangono, destinati ad altri usi, i resti della chiesa, della canonica, del chiostro e della cascina tra Via Gratosoglio e Via Achille Feraboli. A fianco, nel XIX secolo sorse l'esteso opificio tessile Cederna tuttora esistente.
Gratosoglio dal XX secolo è principalmente un quartiere di edilizia popolare che sorge intorno ad un asse centrale costituito da via Costantino Baroni. Occupa una superficie di 422.000 m² ed ospita 9.838 abitanti.
Il quartiere è cresciuto nei primi anni sessanta su iniziativa dell'Istituto Autonomo Case Popolari di Milano, in collaborazione col Comune di Milano, in un periodo in cui vi era forte richiesta di alloggi popolari per la grande pressione migratoria dei lavoratori che dalle regioni del sud Italia venivano a lavorare nelle industrie del Nord.
 Il piano quadriennale dal 1962 al 1965 prevedeva l'edificazione di 21.000 alloggi. Impiegando per la prima volta in modo massiccio le tecniche di costruzione con materiali prefabbricati, vennero realizzati 52 edifici di 9 piani (di lunghezza variabile tra i 50 ed i 90 metri) e, circa un decennio dopo, 8 torri di 16 piani, alte 56 metri, note come "Torri Bianche" e progettate dallo studio di architettura BBPR, presso il quartiere Torretta. Le torri sono poste su una “piastra attrezzata”, sopraelevata di circa un metro e mezzo rispetto al piano stradale per garantire lo spazio ad eventuali box auto e cantine seminterrate.
Il nuovo quartiere era caratterizzato da molti spazi verdi, strutture sportive ad uso pubblico e strutture scolastiche sperimentali (con mense scolastiche, palestre, piscine e laboratori). Fu oggetto di iniziative per migliorare la qualità di vita da parte della società civile, comprese le organizzazioni sindacali. Il quartiere fu colpito dalla austerity dopo la crisi energetica e fu in seguito considerato un tipico quartiere dormitorio, emarginato dal resto della città e con un tessuto sociale deteriorato.
Alle aree di edilizia popolare si sono gradualmente affiancate aree residenziali private più borghesi per estensione dal centro e altri progetti residenziali convenzionati con minore intensità abitativa, come il progetto degli enti previdenziali "Le Terrazze" e il complesso di via Guido de Ruggiero e via Minerbi. Oggi il quartiere risulta dinamico e pulsante, creando un connubio tra passato e presente che rende il Gratosoglio tra i quartieri più in crescita della totale periferia meneghina.

## Monumenti e luoghi d'interesse

### Architetture civili

#### Quartiere Missaglia
Il quartiere Missaglia, che prende il nome dalla via omonima, è stato progettato dallo studio Nizzoli Associati, venne costruito dallo IACP di Milano dal 1966 al 1971 o, secondo un'altra fonte, dal 1968 al 1972.

#### Quartiere Le Terrazze
Il quartiere Le Terrazze è un complesso residenziale, posizionato nell'area più settentrionale del Gratosoglio.
Costruito agli inizi dei primi anni novanta da Salvatore Ligresti, questo complesso si sviluppa a est di via dei Missaglia, attorno alla piazza Remo Cantoni; vi sono presenti una serie di negozi, nonché il Residence Arcobaleno che ospita, dal 2016, uno studentato per gli iscritti dell'Università Bocconi.

## Altre località

### Basmetto
Il Basmetto (el Basmett in dialetto milanese) è un quartiere compreso all'interno del Gratosoglio, tra il Naviglio Pavese e il Lambro Meridionale. Si sviluppa attorno all'omonima cascina. Le prime fonti storiche sulla cascina risalgono alla metà del XIV secolo dove viene indicata come proprietà del sopra citato Monastero di San Barnaba in Gratosoglio, i cui possedimenti comprendevano anche i terreni e le costruzioni circostanti. Nel 1942 la cascina fu acquistata dal Comune di Milano e nel 1958 venne concessa in affitto a privati.

## Infrastrutture e trasporti
Il quartiere del Gratosoglio è placidamente adagiato sulla sponda occidentale di Via dei Missaglia, un'importante arteria radiale che collega Milano alla parte meridionale della sua città metropolitana. È lambito a ovest, per una piccola tratta, dalla Via della Chiesa Rossa, che è parte del percorso della già strada statale 35 dei Giovi, che collega Milano (Conchetta) a Pavia e Genova.
Il Gratosoglio non è servito da linee metropolitane o ferroviarie. Tuttavia, all'interno del limitrofo quartiere di Chiesa Rossa, si trova il capolinea della metropolitana della linea M2, Piazza Abbiategrasso.
Diverse linee di autobus e due di tram, il 3 ed il 15, gestite da ATM collegano il Gratosoglio ai quartieri limitrofi e al centro di Milano in direzione nord, e con la linea del 15 a Rozzano in direzione sud.